# Josephine Grima
Josephine Grima, po mężu Diaby (ur. 24 lipca 1984 w Piecie) – maltańska koszykarka, występująca na pozycji środkowej, reprezentantka kraju, od 2021 zawodniczka Moak Luxol.

## Osiągnięcia
Stan na 25 maja 2024, na podstawie, o ile nie zaznaczono inaczej.

### Drużynowe
- Mistrzyni Malty (2019, 2022)[3][4]
- Wicemistrzyni:
  - Włoch (2006)
  - Malty (2016, 2023)[5][6]
- Zdobywczyni:
  - Pucharu Malty (2019, 2023)[3][6]
  - Superpucharu Malty (2022/2023)[6]
  - Knock Out trophy (2021)[7]
- Finalistka:
  - Pucharu Malty (2016, 2022)[5][4]
  - MBA Shield (2022)[4]
- Awans do II ligi włoskiej Serie A2 (2009, 2012)
- Uczestniczka międzynarodowych rozgrywek Eurocup (2006/2007)

### Indywidualne
- Liderka ligi maltańskiej w blokach (2024 – 1,6)[8]

### Reprezentacja

#### Seniorska
5x5
- Mistrzyni:
  - Europy dywizji C (2008, 2010)[9][10]
  - małych krajów Europy (2016)[11]
- Brązowa medalistka:
  - mistrzostw małych krajów Europy (2012, 2014, 2018, 2022)[12][13][14]
  - European Promotion Cup (2004)
- Uczestniczka:
  - igrzysk śródziemnomorskich (2009 – 7. miejsce)
  - mistrzostw:
    - Europy dywizji B (2005)[15]
    - małych krajów Europy (2012, 2014, 2016, 2018, 2021 – 4. miejsce, 2022)[16]

  - European Promotion Cup (2002 – 6. miejsce, 2004, 2006 – 4. miejsce)[17][18]

3x3
- Uczestniczka:
  - mistrzostw Europy 3x3 (2023 – 24. miejsce)
  - kwalifikacji do mistrzostw Europy 3x3 (2023 – 4. miejsce)

#### Młodzieżowa
- Mistrzyni Europy U–18 dywizji C (1999 – 6. miejsce, 2001 – 6. miejsce)[19][20]
- Uczestniczka mistrzostw Europy U–16 dywizji C (1999)[21]